# Дубрівка (Звягельський район)
Дубрівка (у 1960—1984 роках — Дібрівка) — село в Україні, центр Дубрівської сільської територіальної громади Звягельського району Житомирської області. Чисельність населення становить 1 703 особи (2001).

## Географія
Село Дубрівка розташоване по обидва береги річки Смолка. До районного центру — 23 км. У селі залізнична станція Радулино, школа, сільська рада, церква.

## Населення

### Мова
Розподіл населення за рідною мовою за даними перепису 2001 року:
| Мова            | Відсоток |
| --------------- | -------- |
| українська      | 99,10 %  |
| російська       | 0,49 %   |
| інші/не вказали | 0,41 %   |

## Історія
Вперше село згадується в документах 1585 року як власність княгині Сусани Острозької. Пізніше село належало графам Потоцьким та князям Чорторийським.
У 1762 році в селі була побудована православна церква святих Косьми і Дем'яна.
З другої половини XVIII століття в околицях Дубрівки видобувається каолін для потреб порцелянової промисловості.
У 1860-х роках селу належала 3081 десятина землі, з них 1480 десятин орендували два поміщики — Скаковський Ф. О. та Добровольський С. О., а 465 десятин належало селянським дворам. Середнім селянським дворам приходило 3,5 десятини землі, а бідняцьким господарствам лише по 1,2 десятини.
Після реформи 1861 року земля в селян залишилась у попередніх  розмірах. За землю, яка була в селян вони платили в 1864 році викуп 3643 крб 45 коп.
1 грудня 1881 року в селі було відкрито однокласне народне училище. Приміщення училища було побудоване за кошти селян. Не дивлячись на велику чисельність населення, що мешкало в селі — 2672 особи, школу відвідували всього 50 учнів. Першим вчителем школи був Гордійчук П. П., який отримував в 1882 році 230 крб від казни і 439 крб від громади. Проте, початкова школа перебувала у жалюгідному стані.
В розвитку продуктивних сил в селі сприяло будівництво залізниці, яка була прокладена у 1914 році і сполучила міста Коростень, Новоград-Волинський та Шепетівку. Зі станції Радулино відправляли ліс, завозилось паливо для Баранівського порцелянового заводу. Залізниця сприяла розвитку торгівлі та пасажиро-перевезенням.
У 1906 році — село Смолдирівської волості Новоград-Волинського повіту Волинської губернії. Відстань від повітового міста 30 версти, від волості — 15 верст. Налічувалось 485 дворів, 2521 мешканців.
Село до 1914 року не мало лікарні. Лише перед початком Першої світової війни була відкрита амбулаторія разом з аптекою, у якій працював один фельдшер.
В січні 1918 року встановлено радянську владу.
У 1927 році побудована школа, яка випустила багатьох видатних односельчан: адмірал Левченко Гордій Іванович тощо.
У 1929 році в селі почалася примусова колективізація. Баранівський райком компартії доручив комуністам Сіруку Г. Ф. та Шиманському М. створити комуну, яку у 1930 році було реорганізовано в колгосп імені Леніна. Навесні 1930 року в селі почалась суцільна колективізація. 1931 року на території села було вже  чотири колгоспи. Велике значення в колгоспному будівництві  відіграло створення у 1931 році МТС, яка нараховувала понад 20 тракторів «ХТЗ» та чотири молотарки «БДО-4».
Під час Другої світової війни, 13 липня 1941 року, село було окуповане нацистами. В перші ж дні окупанти розстріляли 50 жителів села, з них 16 дітей. На роботу до Німеччини було вивезено 145 осіб, з них 60 чоловіків і 85 жінок. Партизанський осередок, який діяв в селі підривав  німецькі ешелони з боєприпасами та живою силою. Всього місцеві партизани підірвали 26  ешелонів. На території  району діяв партизанський загін ім. Чкалова, який поповнювався  жителями села. Шістнадцять місцевих партизан з групи «За Батьківщину»  у серпні 1943 року в районі хутора Солянка, поблизу села з ранку до 16:00 вели нерівний бій з мадярами та німцями, у якому знищили 60 гітлерівців та мадяр. Двом жителям села було надано звання «Герой Радянського Союзу» — колишньому директору школи Бурковському Анатолію Трохимовичу та Куцу  Петру Сергійовичу. Орденами та медалями було нагороджено 172 жителі села. Мешканець села Левченко Г. — став адміралом.
Під час Другої світової війни 470 жителів села брали участь у військових діях проти німецько-фашистських загарбників, 183 з них загинули. Всі 470 фронтовиків нагороджені орденами й медалями СРСР, у тому числі орденом Леніна С. А. Конончук. Колишній комісар партизанського з'єднання І. І. Шитова Г. П. Лебіга удостоєний орденів Радянського Союзу, Польської Народної Республіки та Чехословацької Соціалістичної Республіки.
Уродженцем села Дубрівка є учасник штурму Зимового палацу адмірал флоту Г. І. Левченко.
До 10 серпня 2015 року — адміністративний центр Дубрівської сільської ради Баранівського району Житомирської області.
19 липня 2020 року, в результаті адміністративно-територіальної реформи та ліквідації Баранівського району, село увійшло до складу Новоград-Волинського (згодом — Звягельський) району.

## Відомі люди
- Богуш Олександр Григорович (1956) — тренер-викладач із дзюдо, Заслужений тренер України.
- Комаревич Василь Федорович (26 квітня 1891 — 11 жовтня 1927) — політик, посол до Сейму (1922—1923).
- Левченко Гордій Іванович (1897 — 1981) — військово-морський діяч СРСР, адмірал.
- Майборода Володимир Якович (1852–1917), оперний співак (бас).